# Galápagostopptyrann
Galápagostopptyrann (Myiarchus magnirostris) är en fågel i familjen tyranner inom ordningen tättingar.

## Utbredning och systematik
Fågeln förekommer endast i Galápagosöarna. Den behandlas som monotypisk, det vill säga att den inte delas in i några underarter.

## Status
IUCN kategoriserar arten som livskraftig.

## Bilder

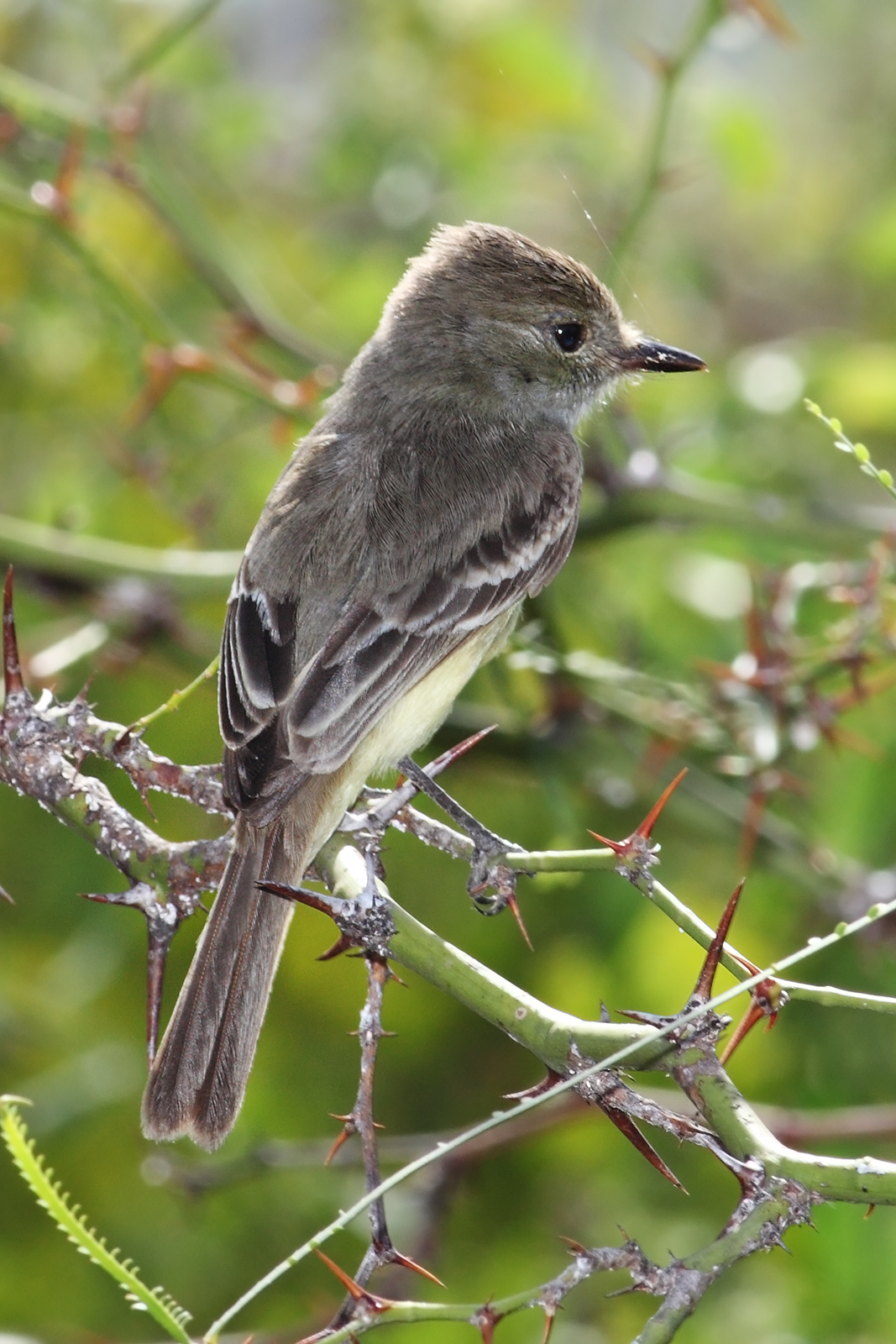
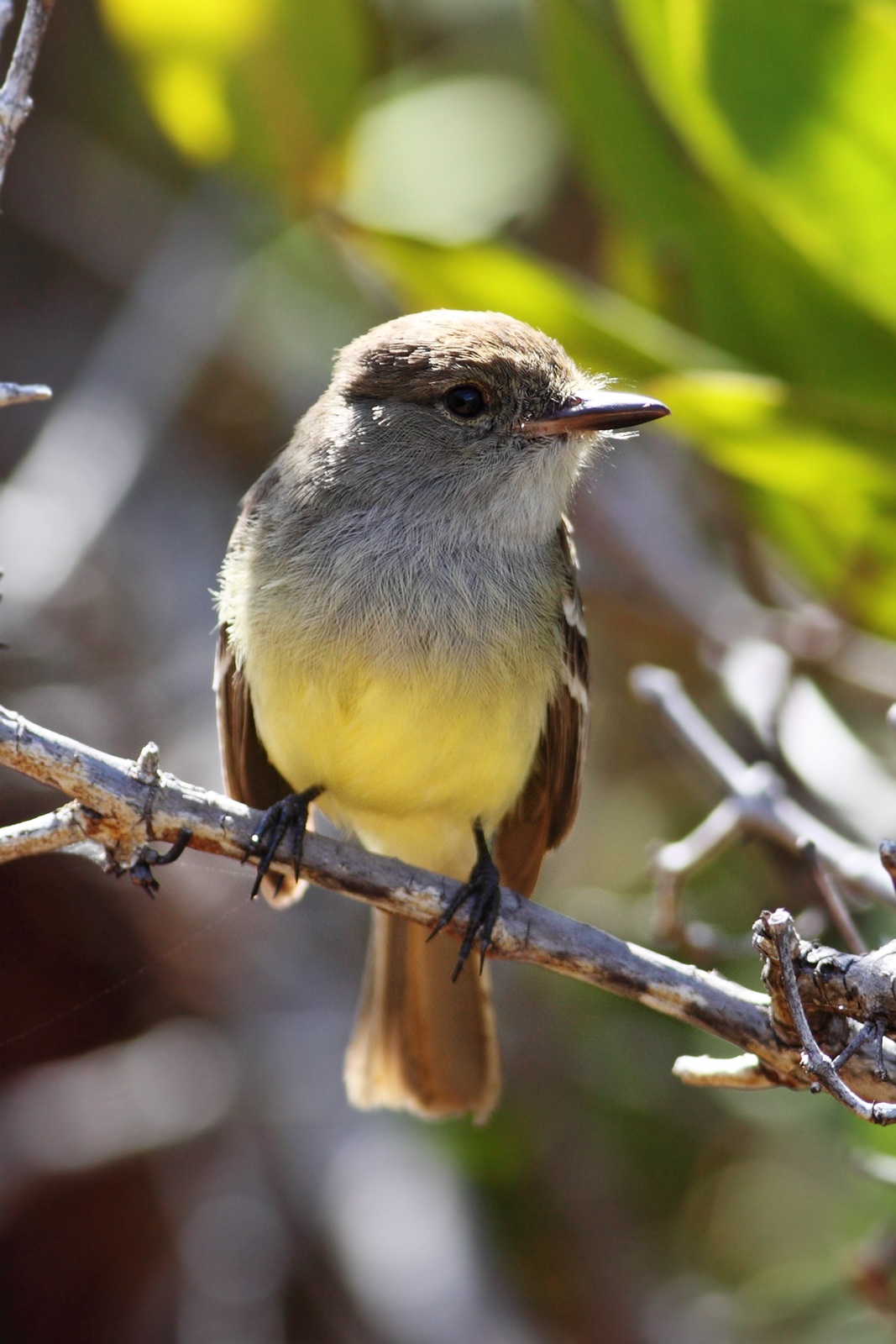
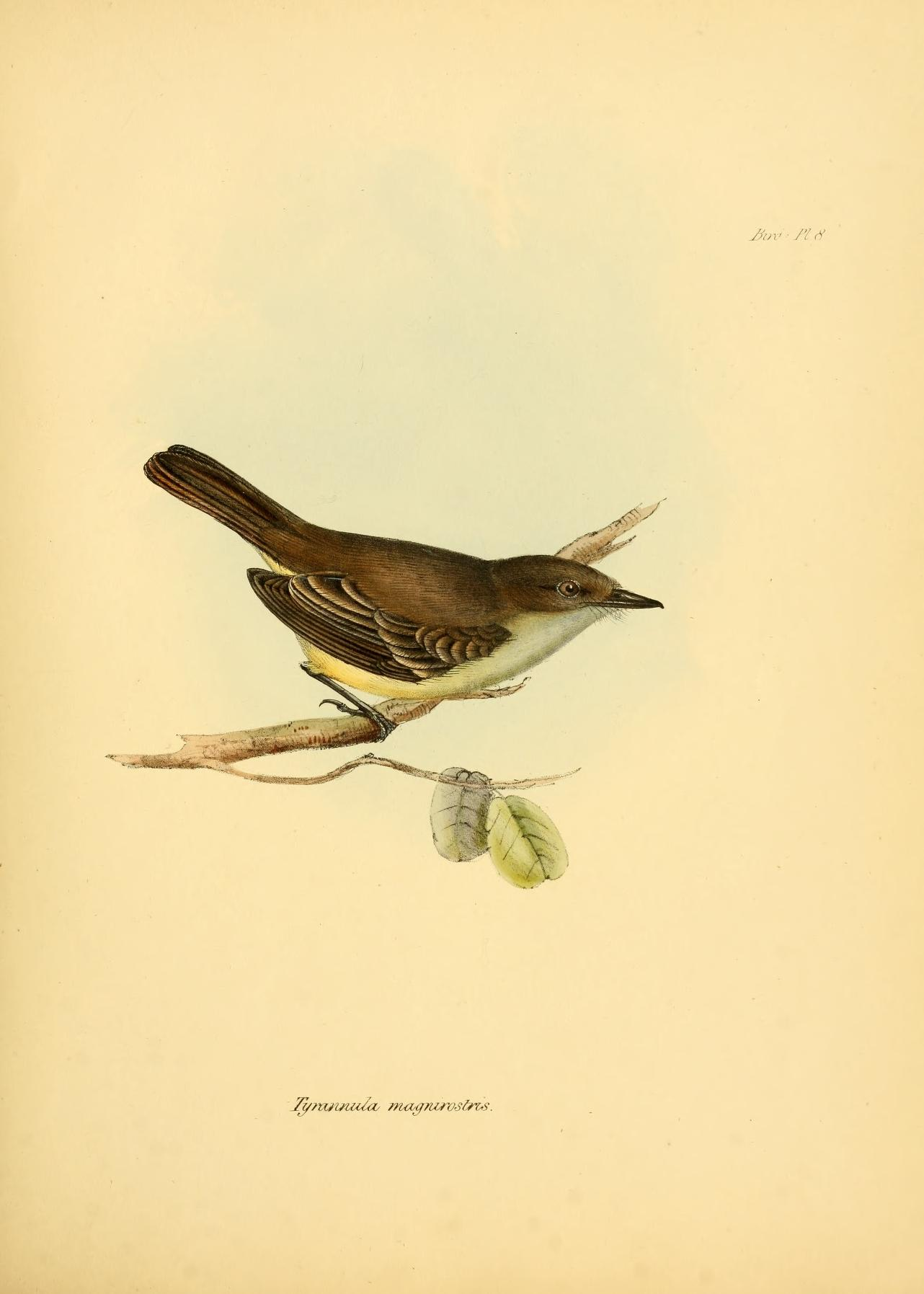